# Code Orange
Code Orange (прежнее название Code Orange Kids) — американская металкор-группа, основанная в Питтсбурге, Пенсильвания в 2008 году. Группа подписала контракт с Deathwish Inc. выпустив на нём первые два альбома Love Is Love/Return to Dust (2012) и I Am King (2014), позднее перешла на Roadrunner Records для выпуска третьего полноформатного альбома Forever (2017).

## История

### Ранние годы (2008—2012)
Группа образовалась в городе Питтсбург, штат Пенсильвания под названием Code Orange Kids в 2008 году. Они начали играть «панк-рок», но в конечном итоге стали играть музыку в более тяжелом направлении с появлением нового участника, гитариста Боба Риццо, который встретил участников группы на местном шоу. К началу 2012 года группа характеризировала себя как «абразивный» хардкор-панк, подобный группам Black Flag, Converge или Integrity. Несмотря на молодой возраст, группа уже разогревала концерты таких групп, как Misfits, The Bronx, Nekromantix и Anti-Flag.
В январе 2012 года группа подписала контракт с лейблом Deathwish Inc., на момент их подписания контракта, средний возраст участников группы был 18 лет. В апреле 2012 года группа выпустила сплит с Full Of Hell.

### Love Is Love/Return to Dust (2012–2013)

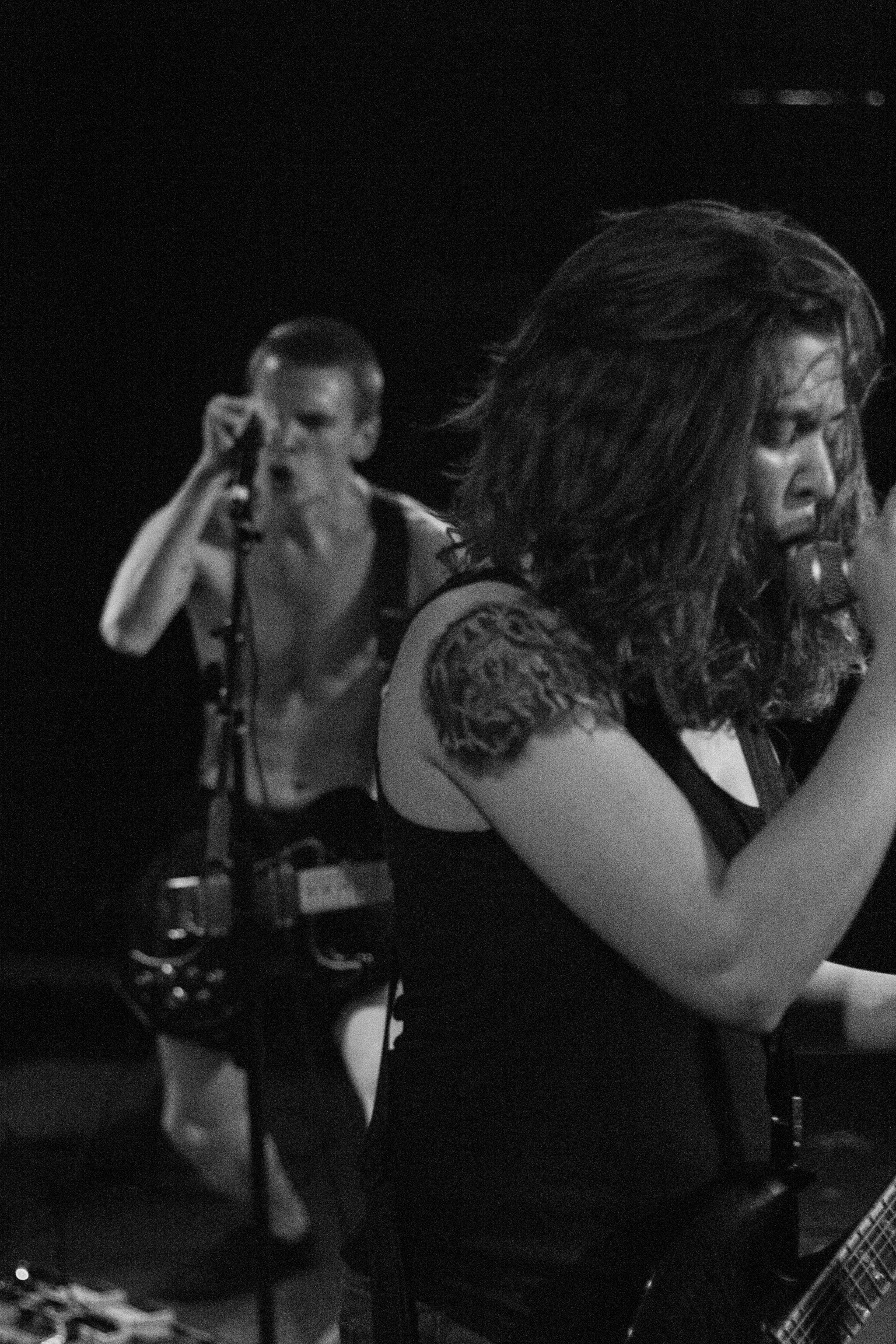
Рэба Майерс и Эрик Бальдероуз в 2013 году.

Code Orange Kids выпустили дебютный альбом, Love Is Love/Return to Dust, в октябре 2012 года посредством лейбла Deathwish. Альбом был записан в июне 2012 года с помощью Курта Баллу из Сonverge в его студии GodCity. Комментируя совместную работу с Куртом, барабанщик Джами Морган сказал: «Курт, сделал тонны наших любимых записей, и мы безмерно его уважаем, как звукоинженера и музыканта». Выходу альбома предшествовало музыкальное видео на песню «Flowermouth».
Группа начала тур в поддержку Love Is Love/Return to Dust с нескольких концертов по Канаде, совместно с Bane. Далее последовал тур по Северной Америке вместе с командами Gaza и Full Of Hell.

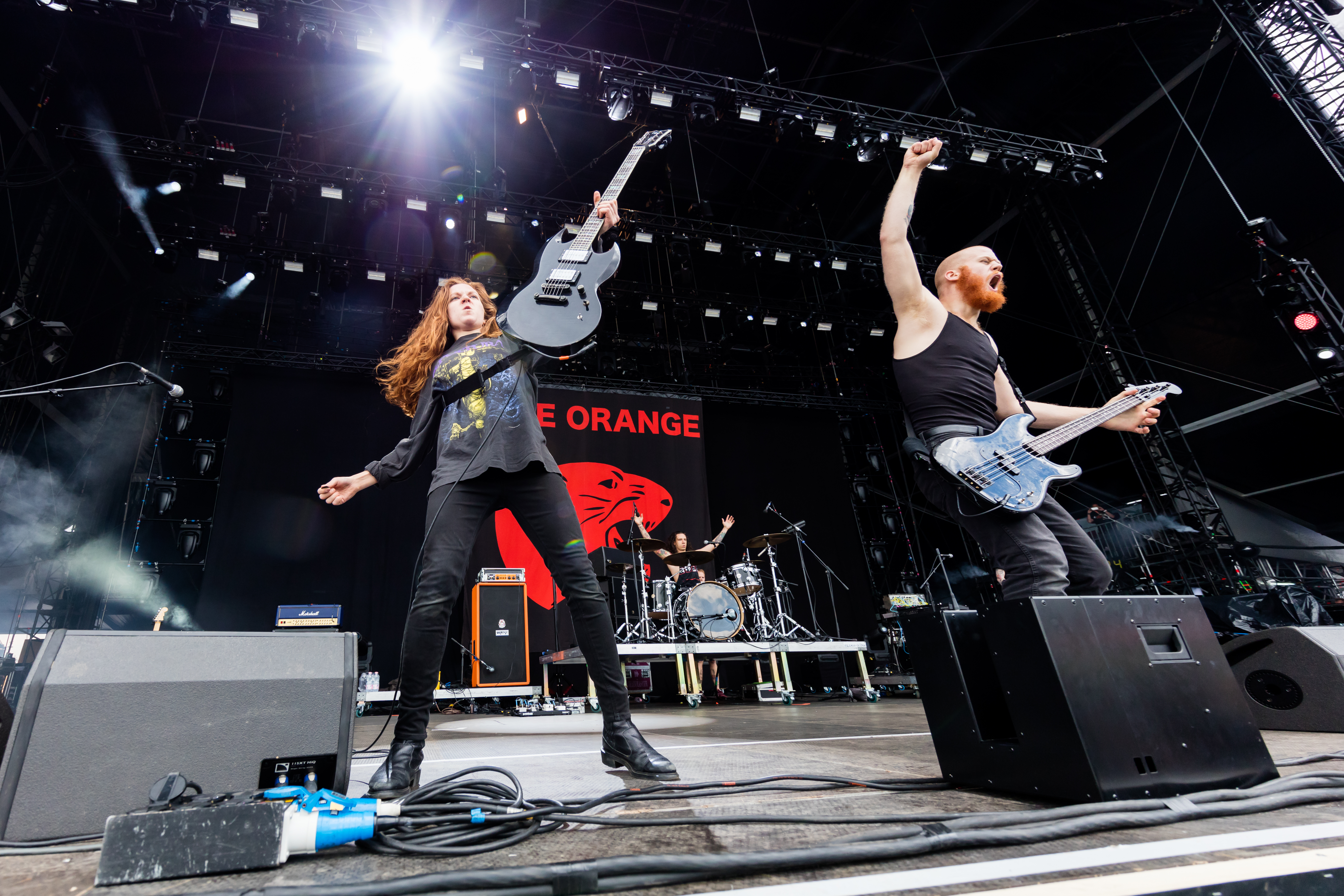
Code Orange на Rock Am Ring 2017

### I Am King(2014—2015)
Запись второго студийного альбома началась в феврале 2014 года, с Куртом Баллоу. В июне группа объявила, что она меняет свое название на «Code Orange», и намерена выпустить свой второй альбом под названием «I Am King» в сентябре текущего года. Звучание альбома можно охарактеризовать как более тяжелое и металичное, по сравнению с прошлым релизом.
Первыми выступлениями Code Orange в поддержку «I Am King» стал шестидневный тур с Killswitch Engage, а затем продолжился вместе с Twitching Tongues.

### Forever (2016 - настоящее время)
В апреле 2016 года, Code Orange подписались на лейбл Roadrunner Records для записи их третьего студийного альбома, который ориентировочно должен выйти в конце 2016 года. До выпуска нового альбома, группа гастролировала по США с группой Deftones в мае 2016 года и проводя единичные выступления на фестивалях в течение лета, в том числе на This Is Hardcore в августе. В октябре 2016 года, группа выпустила новый сингл «Forever». Было заявлено, что это заглавный трек с их третьего альбома, ''Forever'', выход которого был установлен на начало 2017 года. Ещё два промосингла, «Kill the Creator» и «Bleeding in the Blur», были выпущены в январе 2017 до выхода альбома, 13 января был официально выпущен альбом.
В поддержку альбома, группа начала гастролировать впятером. Доминик Ландолина — уже играл на гитаре в группе Adventures вместе c Ребой Майерс, Джами Морганом и Джои Голдманом, был взят в качестве турового гитариста/клавишника. Он был показан в видеоклипе «Bleeding in the Blur» после чего официально сделан полноправным членом группы.

## Музыкальный стиль
Звучание группы можно описать как металкор, хардкор-панк, металлический хардкор. С момента создания группы их панковский звук становится все более абразивным и металлическим с каждым выпуском нового альбома. В рецензии 2014 года на альбом I Am King, Райан Брэй из  Consequence of Sound назвал их «Американским металкор андеграундом» и отметил, что в их музыке заметно не только влияние хардкора и метала, а также от инди-рока, пост-панка и шугейза. В 2015 году, Брайан Лик из Alternative Press отметил их фразой «они на вершине своей игры, не говоря уже о хардкор сцене». По отношению их альбома 2017 года Forever, Ларс Готрич из All Songs Considered называл стиль группы «кошмарным хаотик-хардкором», и заявил что «Code Orange постоянно экспериментируют, заигрывая с нойзом и мелодичностью (добавляя гранж 90-х).» Группа также использует элементы электронной музыки, индастриала, грув-метала и сладжа. Музыканты отмечают Hatebreed, Pantera, Converge, Nine Inch Nails и Earth Crisis в качестве команд, оказавших влияние на их творчество.

## Состав

### Текущий состав
- Эрик ''Шейд'' Балдероуз  — гитара, вокал (с 2008), клавишные, программирование (с 2016)
- Реба Майерс — вокал (с 2008), бас-гитара (2008 - 2011), гитара (с 2011)
- Джейми Морган — ударные, вокал (с 2008)
- Джо Голдман — бас-гитара (с 2011)
- Доминик Ландолина — гитара (с 2017)

### Бывшие участники
- Грег Керн — гитара (2008 - 2010)
- Боб Риззо — гитара (2010 - 2011)

## Дискография

### Студийные альбомы
- Love Is Love // Return To Dust (2012)
- I Am King (2014)
- Forever (2017)
- Underneath (2020)
- The Above (2023)

### EPs
- Embrace Me/Erase Me (2011)
- Cycles (2011)
- The Hurt Will Go On (2018)

Другие релизы
- Winter Tour Demo (2009)
- Demo 2010 (2010)
- Full of Hell / Code Orange Kids (совместно с Full of Hell) (2012)
- Tigers Jaw / The World Is a Beautiful Place & I Am No Longer Afraid to Die / Code Orange Kids / Self Defense Family (совместно с Tigers Jaw, The World Is a Beautiful Place & I Am No Longer Afraid to Die и Self Defense Family) (2013)
- Out For Blood (2021)

### Видеоклипы
- V (My Body Is A Well) (2012, режиссёр Макс Мур)
- Flowermouth (The Leech) (2012, режиссёр Макс Мур)
- I Am King (2014, режиссёр Макс Мур)
- Dreams In Inertia (2014, режиссёр Макс Мур)
- Forever (2016, режиссёр Макс Мур)
- Kill The Creator (2016, режиссёр Брэндон Аллен Болмер)
- Bleeding In The Blur (2017, режиссёр Макс Мур)
- The Mud (2017, режиссёры Дмитрий Захаров и Шейд)
- Underneath (2020, режиссёр Макс Мур)
- Swallowing The Rabbit Whole (2020, режиссёр Макс Мур)